# Carlos Domínguez
Carlos Domínguez, né le 11 février 2001 à Vigo en Espagne, est un footballeur espagnol qui joue au poste de défenseur central au RC Celta.

## Biographie

### En club
Né à Vigo en Espagne, Carlos Domínguez est formé par le Celta de Vigo. Il officie notamment comme capitaine de l'équipe U19 lors de la saison 2020-2021. Arrivé dans l'équipe B du Celta en octobre 2020, il est dans un premier temps remplaçant mais il parvient à devenir titulaire au fil du temps et même à taper dans l'œil d'Eduardo Coudet, alors entraîneur de l'équipe première, qui l'appel en janvier 2021 pour l'intégrer à l'entraînement de l'équipe. En mai 2021, Domínguez est appelé pour la première fois dans le groupe de l'équipe première en raison de nombreuses absences sur blessures au sein de l'effectif.
Le 9 mai 2021, Domínguez joue son premier match en équipe première à l'occasion d'une rencontre de Liga face au Villarreal CF. Il est titularisé en défense centrale aux côtés de Néstor Araujo et son équipe l'emporte par quatre buts à deux.
Le 11 janvier 2022, Carlos Domínguez prolonge son contrat avec le Celta de Vigo jusqu'en juin 2026,.

## Statistiques
Le tableau ci-dessous retrace la carrière de Carlos Domínguez depuis ses débuts :

### Statistiques détaillées
| Saison                | Club                  | Championnat           | Championnat | Championnat | Coupe(s) nationale(s) | Coupe(s) nationale(s) | Compétition(s) continentale(s) | Compétition(s) continentale(s) | Compétition(s) continentale(s) | Total | Total |
| Saison                | Club                  | Division              | M.          | B.          | M.                    | B.                    | Comp.                          | M.                             | B.                             | M.    | B.    |
| 2020-2021             | Celta de Vigo         | Liga                  | 4           | 0           | -                     | -                     | -                              | -                              | -                              | 4     | 0     |
| 2021-2022             | Celta de Vigo         | Liga                  | 8           | 0           | 3                     | 0                     | -                              | -                              | -                              | 11    | 0     |
| 2022-2023             | Celta de Vigo         | Liga                  | 3           | 0           | 1                     | 0                     | -                              | -                              | -                              | 4     | 0     |
| 2023-2024             | Celta de Vigo         | Liga                  | 11          | 0           | 3                     | 0                     | -                              | -                              | -                              | 14    | 0     |
| Total sur la carrière | Total sur la carrière | Total sur la carrière | 26          | 0           | 7                     | 0                     | -                              | 0                              | 0                              | 33    | 0     |